# 21 mars 1982
Le dimanche 21 mars 1982 est le 80e jour de l'année 1982.

## Naissances
- Aaron Hill, joueur américain de baseball
- Antar Yahia, footballeur franco-algérien
- Christoffer Svae, curleur norvégien
- Colin Turkington, coureur britannique
- Dario Zahora, footballeur croate
- Ejegayehu Dibaba, athlète éthiopienne
- Francesco Mazza, scénariste et réalisateur italien
- Gabrijel Radić, joueur de volley-ball serbe
- Hamid Shiri, cycliste iranien
- Igor Strelkov, joueur de football russe
- Jan Hanzlík, joueur professionnel tchèque de hockey sur glace
- Klete Keller, nageur américain
- Liborio Solís, boxeur vénézuélien
- Maria  Elena Camerin, joueuse de tennis italienne
- Pierre-Olivier Julien, joueur de rugby
- Rostislav Klesla, joueur de hockey sur glace tchèque
- Santino Fontana, acteur américain
- Seth Trembly, joueur américain de football
- Sunaura Taylor, artiste américaine

## Décès
- Marcel Rousselet (né le 6 décembre 1893), magistrat français
- Mazlum Doğan (né en 1955), homme politique turc
- Raymond Talleux (né le 2 mars 1901), rameur français

## Événements
- Élections cantonales françaises de 1982
- Élections régionales de 1982 en Basse-Saxe
- Découverte des astéroïdes (13003) Dickbeasley, (14817) 1982 FJ3, (2660) Wasserman, (2709) Sagan, (3248) Farinella, (3848) Analucia, (5092) Manara, (7274) Washioyama, (7557) 1982 FK3 et (7865) Françoisgros
- Championnats du monde de cross-country 1982
- Grand Prix automobile du Brésil 1982
- Sortie du film d'animation français Les Maîtres du temps
- Sortie de la chanson No One Like You du groupe allemand Scorpions